# Public Utility Holding Company Act
Le Public Utility Holding Company Act ou PUHCA, littéralement la Loi sur les sociétés holdings chargées d'un service public, est une loi votée en 1935 par le Congrès des États-Unis pour renforcer la régulation des groupes opérant dans les services publics et notablement les groupes électriques.
Pour ces sociétés, elle contenait deux mesures restrictives :
- l'activité était limité à un seul État des États-Unis, prévoyant si nécessaire des mesures de cession d'actif. Il s'agissait alors de soumettre les sociétés concernées à la régulation sectorielle, notamment tarifaire, qui s'exerce au niveau des États.
- le recentrage des activités sur le domaine régulé, prévoyant une approbation préalable de la Securities and Exchange Commission (SEC) avant tout engagement dans des activités non régulées et, le cas échéant, une séparation stricte entre activités régulées et non régulées

PUHCA s'inscrit dans le vaste mouvement de durcissement de la réglementation après le krach de 1929 et la grande dépression qui s'ensuivit, où certaines holding de services publics, comme Samuel Insull's avaient fait faillite.
Ce mouvement visait globalement à discipliner l'action des trusts et à sécuriser le marché des actions. 
Les sociétés du secteur et leurs actionnaires ont régulièrement conduit des actions de lobbying auprès du Congrès afin d'obtenir l'abolition de la loi, argumentant essentiellement qu'elle était obsolète, et ne correspondait plus aux besoins de développement des sociétés.
Le 8 août 2005, l'Energy Policy Act voté par les deux chambres du Congrès puis promulgué, abolit les restrictions issues de PUHCA, en dépit des objections des organisations de consommateurs, de protection de l'environnement, des syndicats et des agences de notation.
L'abolition devint effective le 8 février 2006.